# Vera Pavlovna Stroeva
Vera Pavlovna Stroeva (Kiev, 4 ottobre 1903 – Mosca, 26 agosto 1991) è stata una regista cinematografica sovietica.

## Filmografia (parziale)

### Regista
- Boris Godunov (1954)
- Vesёlye zvёzdy (1954)
- Poljuško-pole (1956)
- Chovanščina (1959)